# Casca d'Anta
La cascada Casca d'Anta (en portugués: cachoeira Casca d'Anta) es la mayor caída en el río São Francisco y se forma cuando el río de la Integración Nacional deja su cuna en la Serra da Canastra, en el estado de Minas Gerais.
Situado en Sao José do Barreiro, un distrito que está a 38 kilómetros de São Roque de Minas, tiene una caída de 186 m y se enmarca en una pared de roca de 340 metros de altura.